# Jan Hijzelendoorn
Johannes Antonius Jacobus „Jan” Hijzelendoorn (ur. 22 stycznia 1929 w Amsterdamie, zm. 22 października 2008 w Uithoorn) – holenderski kolarz torowy i szosowy, brązowy medalista torowych mistrzostw świata.

## Kariera
Największy sukces w karierze Jan Hijzelendoorn osiągnął w 1950 roku, kiedy zdobył brązowy medal w sprincie indywidualnym amatorów podczas torowych mistrzostw świata w Liège. W zawodach tych wyprzedzili go jedynie dwaj Francuzi: Maurice Verdeun oraz Pierre Even. Był to jedyny medal wywalczony przez Hijzelendoorna na międzynarodowej imprezie tej rangi. Dwa lata wcześniej Holender wystartował na igrzyskach olimpijskich w Londynie, gdzie odpadł już w eliminacjach sprintu indywidualnego. Brał ponadto udział w igrzyskach olimpijskich w Helsinkach w 1952 roku, gdzie również nie przeszedł eliminacji w sprincie, a w wyścigu na 1 km rywalizację zakończył na ósmej pozycji. W 1955 roku wywalczył brązowy medal torowych mistrzostw Holandii w swej koronnej konkurencji. Startował również w wyścigach szosowych, ale bez większych sukcesów.